# Урунхайка
Урунха́йка (каз. Ұрынқай) — село у складі Маркакольського району Східноказахстанської області Казахстану. Входить до складу Тоскаїнського сільського округу.
Населення — 273 особи (2021; 359 у 2009, 439 у 1999, 369 у 1989).
Національний склад станом на 1989 рік:
- росіяни — 62 %
- казахи — 32 %